# خانه شهابیان
خانه شهابیان مربوط به دوران‌های تاریخی پس از اسلام است و در مراغه، خیابان خواجه نصیر، خیابان شیخ تاج واقع شده و این اثر در تاریخ ۱۷ مرداد ۱۳۸۳ با شمارهٔ ثبت ۱۱۰۶۱ به‌عنوان یکی از آثار ملی ایران به ثبت رسیده است.